# Ullingswick
Ullingswick – wieś w Anglii, w hrabstwie Herefordshire. Leży 13 km na północny wschód od miasta Hereford i 185 km na zachód od Londynu.